# 後勁溪

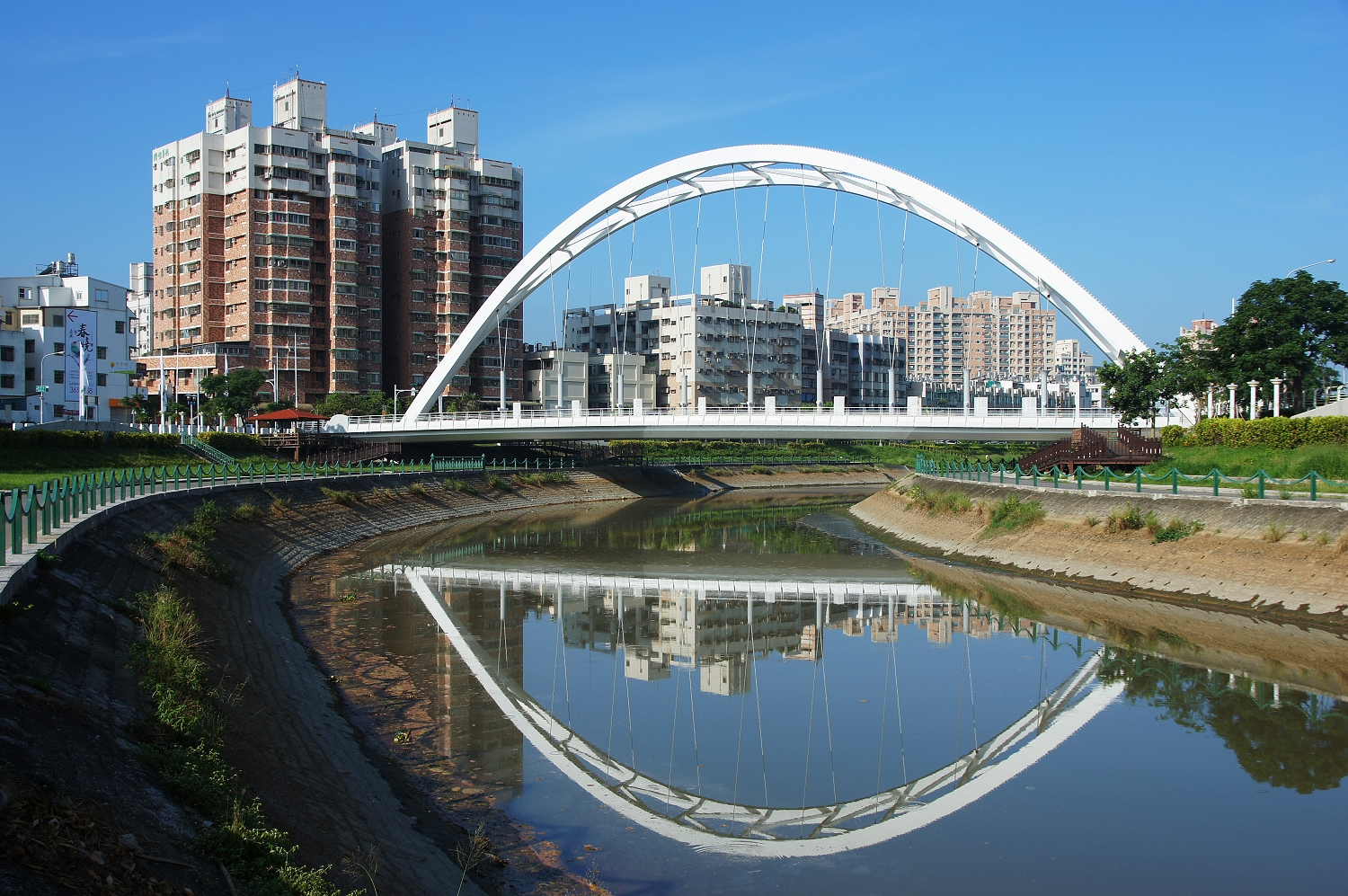
跨越後勁溪的益群橋

後勁溪是位在台灣高雄市的河川，總長約21.6公里，若不計其支流，則僅經楠梓區、仁武區兩地，主長從出海口至八卦寮約13公里，為高雄地區1,600多公頃的農田的灌溉水源。因後勁（今屬楠梓區）聚落得名。

## 文獻記載
鳳山縣采訪冊記載：「後勁溪，在仁壽、半屏里交界，源受楠梓坑溪，西南行遞納竹仔門陂，中圳、月眉兩圳，旁注大戇、向望仔、海坪三圳，本支過右衝溪，灣中港，匯萬丹仔港，合流入海，長十二里。」
楠梓坑溪則載：「在觀音里楠梓坑街大橋下，源受幫陷、大陂、林仔邊三溝，西南行二里許，下授後勁溪。」

## 支流
一來自高雄地區的曹公圳，曹公圳在仁武區的八卦寮與從東蜿蜒而來的獅龍溪匯合。另一支流，則為源自大社區的楠梓坑溪。

## 沿岸產業
後勁溪全長約13公里，流域面積廣達73.45平方公里。養殖漁業有虱目魚、鱸魚、白蝦的魚塭約50公頃。農業有包含一期稻作在內的農田約940公頃。不過後勁地區附近目前有中油高雄煉油廠（含第五輕油裂解廠）、台塑仁武廠、仁大工業區與加工出口區高雄園區。

## 環保和社運
1987年時後勁居民因反對第五輕油裂解廠建立的反五輕運動，有一系列環保抗爭運動，後來也有學生組成後勁溪工作隊，是社運和環保工作結合的範例之一 。

## 歷年污染問題
- 1988年，在八一四水災時，中油的油污污染到後勁溪[5]。
- 2001年，由高雄海洋科技大學林啟燦在仁武橋前測出氯仿超越歐盟管制標準的六百倍，達1000 PPB以上[6]，而2007年再度測試時又量到超過5000 PPB的氯仿。
- 2009年，台塑仁武廠生產化學產品溶劑「1,2-二氯乙烷」外洩，污染地下水與後勁溪[7] 。
- 2013年11月29日，高雄市議員黃石龍質詢，中油在2011年被抓到在後勁溪偷排廢水，3年來暗搞55次，罰金1500多萬元，至今仍拒繳[8]。
- 2013年11月1日上映的《看見台灣》紀錄片拍攝到後勁溪遭到排放工業廢水，高雄市環保局查獲半導體封裝測試廠日月光的高雄楠梓加工區的K7廠是偷排廢水的廠商之一[9]。環保局表示，日月光廢水酸度高且含鎳，恐會污染梓官、橋頭區的農業用水，而毒物科醫師表示，鎳是世界衛生組織認定的致癌物，人體若食用超量含鎳食物，可能引發肺癌、攝護腺癌，若農田遭重金屬污染，甚至需要長期休耕[10]。2013年12月9日，高雄市環保局依水污染防治法第40條規定，裁處罰鍰新台幣60萬元，並勒令K7廠的廢水處理製程停工[11]，並移請高雄地檢署偵辦[12]。
- 2013年12月11日，日月光公司K7廠涉嫌排放含重金屬等廢水，高雄市環保局再檢查K11廠，發現有未經環保局核准設置於放流槽後方的備用槽，這槽可利用管線未經依法設置累計型流量計排放進入後勁溪或納入污水下水道系統內，與許可內容不符。高雄市環保局長表示，相關列管事業廠內設施管線應與許可內容相符，如有不符將依水污法第45條第2項裁處新台幣1萬元至60萬元罰鍰，並限期改善[13]。
- 2022年7月8日，中油橋頭供油中心之廢油水經由雨水排放系統排放至後勁溪支流楠梓溪(青埔溝)，造成大量油污污染後勁溪流域，該排放之廢油水經採樣化驗COD部分高達166,000~496,000mg/L及油脂部分395000~639000mg/L，造成後勁溪水質及沿岸生態之嚴重污染。反水污染防治法第7條第1項及第28條第1項，罰鍰新臺幣1470000元整，處環境講習2小時整。[14]。

## 灌溉水污染問題
水利會為了解決污染水源灌溉問題，慣用「稀釋法」解決灌溉水污染問題。由高雄農田水利會楠梓工作站在2007年的高雄市教師會生態教育中心座談會提到，因應後勁溪的污染，水利會在曹公圳每天有3台350馬力抽水機24小時在供應水量，以稀釋灌溉的水源。